# Söderhamn (commune)
La commune de Söderhamn est une commune du comté de Gävleborg en Suède. 25 456 personnes y vivent. Son siège se trouve à Söderhamn.

## Localités principales
- Bergvik
- Ljusne
- Marmaskogen
- Marmaverken
- Mohed
- Norrala
- Sandarne
- Skog
- Söderala
- Söderhamn
- Vallvik
- Vannsätter